# Charles Vanderbourg
Charles Vanderbourg (Saintes (França), 8 de juliol, 1765 - París (França), 16 de novembre, 1827), fou un editor i traductor francès.

## Biografia
Oficial naval abans de la Revolució, va emigrar sota el Terror i sota el Directori a Alemanya, on es va fer amic de Jacobi i Stolberg.
Tornat a França el 1802, es va donar a conèixer a través de la publicació de Poésies de Clotilde de Surville (1803, in-8°), que la majoria dels crítics, Rainoard, Daunou, i més tard Sainte-Beuve i Villemain, consideraven un intel·ligent. falsificació del segle XV. Vanderbourg va mantenir la seva autenticitat i va afirmar haver editat només un manuscrit comunicat pels hereus del marquès de Surville, llevat d'algunes alteracions de la qual va ignorar la importància.
El 1814 va ser nomenat membre de l'Académie des inscriptions et belles-lettres i, el 1815, censor. A més dels escrits filològics publicats als Arxius Literaris d'Europa, al Publicista, al Mercuri estranger, al Journal of Scientists, etc., li devem Memòries a la col·lecció de l'Acadèmia de les inscripcions, articles a la Biografia Universal; les traduccions de Waldemar, de Jacobi (1796, 2 vols. in-12), de Laocoont, de Lessing (1802, in-8), de Voyage en Italie, de Meyer (1802, in-8°), de la novel·la de Crates i Hipparchus, de Wieland (1818, 2 vol. In-8 °); una traducció en vers de les Odes d'Horaci (1812, 2 vols. in-8 °).

## Font
- Gustave Vapereau, Dictionnaire universel des littératures, Paris, Hachette, 1876, p. 2012